# 2000 en mathématiques
| Années des mathématiques : 1997 - 1998 - 1999 - 2000 - 2001 - 2002 - 2003    |
| Décennies des mathématiques : 1970 - 1980 - 1990 - 2000 - 2010 - 2020 - 2030 |

Cet article présente les faits marquants de l'année 2000 en mathématiques.

## Évènements
- L'Institut de mathématiques Clay pose les problèmes du prix du millénaire qui sont un ensemble de sept défis mathématiques réputés insurmontables. L'institut offre pour la résolution de chacun des problèmes un prix d'un million de dollars américains.